# 小行星8778
小行星8778（英語：8778）是一颗围绕太阳公转的小行星。1931年10月10日，克萊德·湯博在弗拉格斯塔夫发现了此天体。
这颗小行星的绝对星等为269.76355等。